# Mr. Scandinavia
Mr. Scandinavia var en nordisk skönhetstävling. Tävlingen hölls med 10 deltagare – 2 vardera från Finland, Sverige, Danmark och Norge & 1 vardera från Island och Åland.

## Vinnare
- 1992 – Richard Nee
- 1993 – Kristian Hursti
- 1994 – Björn Sveinbjörnsson
- 1995 – Björn Steffensen
- 1996 – Martin Lutzau
- 1997 – Anders Frisk
- 1998 – Johan Hellström
- 1999 – Marius Jacobsen
- 2000 – Lars Forsström
- 2003 – Andreas Schmidt
- 2004 – Thomas Rasmussen